# فريد وبستر (ملاكم)
فريد وبستر (بالإنجليزية: Fred Webster)‏ مواليد 18 يونيو 1908 - وفيات 1971، كان ملاكم محترف بريطاني صنّف ضمن فئة الوزن الخفيف. سبق أن شارك في دورة الألعاب الأولمبية الصيفية سنة 1928.

## إحصائيات
خاض خلال مسيرته 65 نزالا، فاز في 46 وتعادل في 5 وخسر في 14. فاز بالضربة القاضية في 5 نزالا.

## روابط خارجية
- فريد وبستر على موقع بوكس ريك (الإنجليزية) (registration required)
- فريد وبستر على موقع أوليمبيديا (الإنجليزية)